# 청천중학교 (충북)
청천중학교(靑川中學校)는 대한민국 충청북도 괴산군 청천면 선평리에 있는 공립 중학교이다.

## 학교 연혁
- 1960년 3월 27일 : 괴산중학교 청천분교 6학급 인가, 청천고등공민학교 1학년 청천중학교로 편입
- 1960년 12월 2일 : 청천중학교 제1학년 신입생 모집(1, 2학년 2학급)
- 1962년 3월 2일 : 청천초등학교에서 본교로 이전
- 1963년 12월 18일 : 청천중학교 6학급 인가
- 1964년 4월 30일 : 개교
- 2021년 3월 1일 : 행복씨앗학교 운영
- 2023년 10월 20일 : 도서실 리모델링 준공
- 2024년 3월 1일 : 제26대 황대운 교장 부임
- 2024년 3월 4일 : 2024학년도 입학 7명(여 7명)
- 2024년 12월 31일 : 제61회 졸업식 11명(졸업생 누계 6.475명)

## 참고 자료
- 청천중학교 - 한국교육학술정보원 학교알리미